# Cod ATC C03
Codul ATC C03 Diuretice este o parte a sistemului de clasificare anatomică, terapeutică și chimică a medicamentelor, un sistem dezvoltat de către Organizația Mondială a Sănătății (OMS) pentru clasificarea medicamentelor și a altor produse medicinale. Subgrupul C03 este o parte a grupului C Sistemul cardiovascular.
Codurile pentru preparatele de uz veterinar sunt create prin alipirea literei Q în fața codului ATC corespunzător produsului pentru uz uman; de exemplu, QC03. 

## C 03 A Diuretice de intensitate redusă, tiazide

### C 03 AA Tiazide
C03AA01 Bendroflumetiazidă
C03AA02 Hidroflumetiazidă
C03AA03 Hidroclorotiazidă
C03AA04 Clorotiazidă
C03AA05 Politiazidă
C03AA06 Triclormetiazidă
C03AA07 Ciclopentiazidă
C03AA08 Meticlotiazidă
C03AA09 Ciclotiazidă
C03AA13 Mebutizidă
QC03AA56 Triclormetiazidă, combinații

## C 03 B Diuretice de intensitate redusă exclusiv tiazide

### C 03 BA Sulfonamide
C03BA02 Quinetazonă
C03BA03 Clopamidă
C03BA04 Clortalidonă
C03BA05 Mefrusidă
C03BA07 Clofenamidă
C03BA08 Metolazonă
C03BA09 Meticran
C03BA10 Xipamidă
C03BA11 Indapamid
C03BA12 Clorexolonă
C03BA13 Fenquizonă
C03BA82 Clorexolonă, combinații cu psiholeptice

## C 03 C Diuretice puternice (de ansă)

### C 03 CA Sulfonamide
C03CA01 Furosemidă
C03CA02 Bumetanidă
C03CA03 Piretanidă
C03CA04 Torasemidă

## C 03 D Diuretice care economisesc potasiul

### C 03 DA Antagoniști aialdosteronului(antialdosteronice)
C03DA01 Spironolactonă
C03DA02 Canrenoat de potasiu
C03DA03 Canrenonă
C03DA04 Eplerenonă

### C 03 DB Alți agenți
C03DB01 Amilorid
C03DB02 Triamteren